# Ремесленный квартал (Йоэнсуу)
Ремесленный квартал (фин. Taitokortteli) — это квартал исторической деревянной застройки XIX века в центре севернокарельского города Йоэнсуу (Финляндия). Квартал находится на пересечении улиц Рантакату (фин. Rantakatu) и Коскикату (фин. Koskikatu). 

## История
Ремесленный квартал был построен более 100 лет назад. Квартал состоит из четырех зданий: дома Мустонена (Mustonen), дома Парвиайнена (Parviainen), старого здания из красного кирпича и амбара. 
- Дом Мустонена, выходящий на перекрёсток улиц Рантакату и Коскикату, был построен в 1870 году. Во внешнем облике здания привлекают внимание привлекают такие детали, как балкон с ангелом и резные деревянные украшения на фасаде, а также редкое сотовое окно. В здании со стороны Рантакату проживала семья купца, а в крыле, выходящем на Коскикату, располагалась прислуга. Здание в швейцарском стиле спроектировал главный городской архитектор Леандер Бакман (Leander Backman). После смерти советника коммерции в 1877 году в здании располагался городской совет вплоть до переезда в новое каменное здание в 1914 году . В 1914–1955 годы в доме находилась почтовая и телеграфная станция, после чего в 1960 году здание перешло в ведение новосозданного губернского правления, для чего было полностью перепроектировано изначальное расположение комнат и сама структура здания: внутри здания был выстроен длинный коридор, по обе стороны которого разместились кабинеты, а площадь комнат и высота потолков была уменьшена. В разное время в здании также располагались городское казначейство, школа для девочек, таможенная контора и представительство министерства энергетики. В середине 1980-х годов по решению городского совета началась реконструкция дома Мустонена, с тем чтобы вернуть ему первоначальный облик и превратить в бюро туризма и культуры. В ходе реконструкции были восстановлены балконы. В 1981–1997 годы здесь располагалось помещение для проведения праздника песни. В 2006 году дом Мустонена стал местом расположения Центра ремесел и малого предпринимательства (Taito– ja pienten käsityöyrittäjien keskus).

- В 1886 году купец Петтер Парвиайнен (Petter Parviainen) построил жилой дом на пересечении улиц Торикату и Сувантокату, откуда в 1970-е годы он был перенесен в Ремесленный квартал. Когда дом Парвиайнена было решено перенести с его первоначального места в связи с новой застройкой, его быстро разобрали, и только в 1979 году здание было вновь собрано. Благодаря переносу были заново отстроены погреб, внутренние стены и крыша. Здание состоит из трех зон: украшенный орнаментами в виде звездочек цоколь, где располагается погреб, основной этаж  и чердак с фронтоном. В доме Парвиайнена, как и в доме Мустонена работали конторы и государственные службы.

- Дом из красного кирпича (фин. Tiilitalo), который был построен в 1931 году, располагается во внутреннем дворе. Здание использовалось как гараж и складское помещение, однако на рубеже 1950–1960-х годов здесь находилась студия краснодеревщиков семинарии Восточной Финляндии. Находящееся под угрозой сноса кирпичное здание в 2007 году включено в состав ремесленного квартала и отремонтировано: была перекрыта крыша, нижние окна заменены на большие витрины, а маленькие верхние отреставрированы по старым образцам. Двор, ранее песчаный, был вымощен гранитом.

- Находящийся во дворе амбар  Олссона, построенный в 1913 году и выкрашенный красной фалунской краской, был перевезен на улицу Коскикату с Малмикату, когда там началась интенсивная городская застройка. Размеры амбара были уменьшены до 6 м в длину, а второй этаж был частично снят.

Деревянные здания, образующие ремесленный квартал и прилегающие к нему, входят в список охраняемых архитектурно-исторических памятников городского значения (категория 2).

## Современность
В мае 2006 года квартал был торжественно открыт в новом качестве культурного центра с тщательно стилизованной исторической атмосферой провинциальной Финляндии 19 века. Здесь работают малые предприятия традиционных ремесел и промыслов, объединённые в предпринимательский кооператив Taito Pohjois-Karjala ry. При мастерских открыты магазины, художественные галереи и кафе. В квартале проходят городские праздники, организуются рождественские базары, ярмарки и выставки. В доме Парвиайнена в марте 2013 года был открыт «Дом семьи» (фин. Perheentalo), в котором работают кружки для детей и клубы сверстников.

## Городской контекст
В Йоэнсуу не сохранились зоны сплошной исторической застройки рубежа XIX—XX веков, как, например, в Рауме, поэтому рядом с ремесленным кварталом располагаются не только такие стилистически и исторически соответствующие ему здания, как «Суракан тало» (фин. Surakan talo), но и образцы современной деловой архитектуры (торговый центр «Карлсон», гостиница «Гринстар»), которые, однако, не разрушают видовой перспективы.

## Галерея
- Празднование дня старого города в Ремесленном квартале
- Дом Мустонена
- Кафе в доме Мустонена
- Ангел на балконе дома Мустонена